# Jacques Marinelli

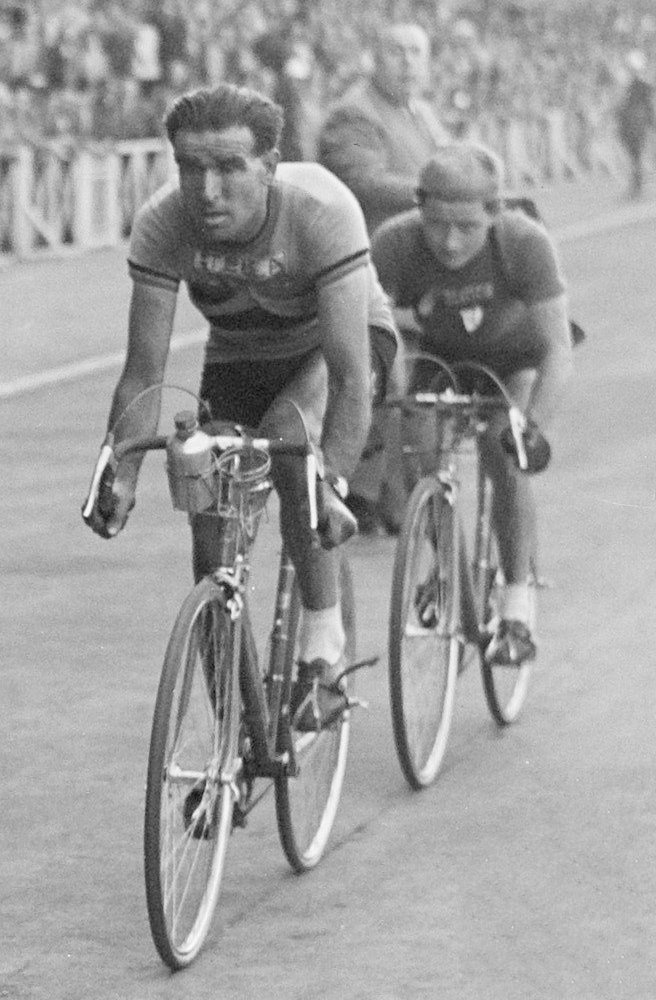
Jacques Marinelli (rechts) en Roger Lambrecht in 1949

Jacques Marinelli (Le Blanc-Mesnil, 15 december 1925 – 3 juli 2025) was een Frans wielrenner.

## Levensloop en carrière
Marinelli was met zijn 1m62 geknipt voor het klimwerk. In 1948 maakte Marinelli zijn debuut in de Ronde van Frankrijk. Hij moest echter opgeven. In de Tour van 1949 boekte Marinelli zijn beste prestatie. In de vierde etappe pakte hij de gele trui. Hij zou de gele trui zes dagen dragen. In Parijs stond hij op het podium met enkel Fausto Coppi en Gino Bartali boven hem. Het succes van 1949 zou hij nooit kunnen evenaren. In 1952 werd hij 31ste. Op 28-jarige leeftijd stopte hij met wielrennen.
In 1989 werd Marinelli burgemeester van Melun. Hij bekleedde deze positie tot 2001.
Marinelli overleed op 3 juli 2025 op 99-jarige leeftijd.

## Resultaten in voornaamste wedstrijden
| Jaar | Ronde van Italië | Ronde van Frankrijk | Ronde van Spanje |
| ---- | ---------------- | ------------------- | ---------------- |
| 1948 |                  | opgave              |                  |
| 1949 |                  | ↑                   |                  |
| 1950 |                  | opgave              |                  |
| 1951 | 71e              | opgave              |                  |
| 1952 |                  | 31e                 |                  |
| 1954 |                  | opgave              |                  |

| Jaar | Milaan-San Remo | Gent-Wevelgem | Ronde van Lombardije |
| ---- | --------------- | ------------- | -------------------- |
| 1948 |                 |               | 19e                  |
| 1949 |                 |               |                      |
| 1950 |                 |               |                      |
| 1951 | 75e             |               |                      |
| 1952 | 37e             | 5e            |                      |
| 1954 |                 |               |                      |

- Bibliothèque nationale de France: cb14544649c (data)
- International Standard Name Identifier: 0000 0004 5094 5563
- Système universitaire de documentation: 078775582
- Virtual International Authority File: 316736894